# Yoyos de plátano
Los Yoyos de Plátano constituyen un plato típico de la gastronomía de la Región Zuliana, en el occidente de Venezuela, cuya capital es la ciudad de Maracaibo. Dicho plato consiste en tajadas de plátano maduro fritas y rellenas de queso blanco zuliano, las cuales se rebonzan en una mezcla de harina de trigo sazonada y que se fríen por segunda vez hasta quedar doradas. Son conocidos como niños dormidos en los llanos orientales de Venezuela, y en Colombia con el nombre de aborrajados.
Su nombre deriva de su semejanza o parecido con el juguete yo-yo, ya que antiguamente tenían forma redonda siendo que actualmente tienen una forma semicircular alargada. Hoy en día los Yoyos de Plátano pueden rellenarse además con jamón, y en ocasiones también pueden rellenarse una vez fritos con carne esmechada, pollo esmechado, pernil de cerdo, vegetales, salsas y otros ingredientes.
Este plato forma parte del conocido desayuno maracucho que consiste en varios tipos de frituras, entre ellos, las empanadas, los tequenos, los pasteles, las papas de queso y las mandocas, que es consumido diariamente por los zulianos y se consigue en casi todos los puestos de comida de las calles en las ciudades del Estado Zulia, más que todo en la ciudad de Maracaibo.